# イヴァンキフ歴史・地方史博物館
イヴァンキフ歴史・地方史博物館(ウクライナ語: Іванківський історико-краєзнавчий музей, 英語: The Ivankiv Historical and Local History Museum)は、ウクライナのキーウ州のイヴァンキフにあった博物館。2022年2月27日、2022年ロシアのウクライナ侵攻のイヴァンキフの戦いの最中にロシア人の占領者によって焼失した。

## 博物館の損壊
2022年2月27日の2022年ロシアのウクライナ侵攻のイヴァンキフの戦いの最中に、博物館は全焼し、芸術家マリア・プリマチェンコによる20以上の作品が失われた。しかし、ジャーナリストTanya Goncharovaによるソーシャルメディアの投稿によると、地元の人々はプリマチェンコの作品の一部を火事から救うことができた。プリマチェンコの曾孫であるアナスタシア・プリマチェンコの「タイムズ」へのインタビューによると、彼女の作品のうち10点は、火事の最中に美術館に入った地元の男性によって救出された。国立民俗芸術博物館のコレクションには、650を超えるプリマチェンコの他の作品が収蔵されている 。